# Dalia Contreras
Dalia María Contreras Rivero (* 20. September 1983 in Cabudare) ist eine ehemalige venezolanische Taekwondoin.

## Karriere
Contreras nahm zweimal an Olympischen Sommerspielen teil. 2004 in Athen belegte sie den achten Platz in der Gewichtsklasse bis 49 Kilogramm. In derselben Klasse gewann sie 2008 in Peking die Bronzemedaille. Auch bei Weltmeisterschaften sicherte sie sich zweimal Bronze, 2001 in Jeju und 2003 in Garmisch-Partenkirchen. Auf kontinentaler Ebene wurde Contreras im Jahr 2000 in Oranjestad Panamerikameisterin, drei Jahre später gewann sie Silber bei den Panamerikanischen Spielen in Santo Domingo.
Ihr Neffe Edgar Contreras ist ebenfalls Taekwondoin.